# Ahmadu II
Ahmadu II o Hamadu II (? - 27 de febrer de 1853) fou emir de Masina, successor del seu pare Ahmadu I (Ahmadu Lobbo). Poc després de morir el pare el 19 de març de 1845 es va revoltar Timbuctu però fou sotmesa el 1846 encara que va haver d'acceptar una major autonomia. El va succeir el seu fill Ahmadu III.

## Nota
1. ↑  segons l'Enciclopèdia de l'Islam va deixar de regnar el 1852